# هیوا قادر
هیوا قادر (۲۶ ژانویهٔ ۱۹۶۴ در سلیمانیه - )، شاعر، مترجم و داستان‌نویس کُرد اهل عراق است. او از سال ۱۹۹۲ تا ۲۰۱۱ در سوئد ساکن بود و در آنجا به نوشتن و ترجمه به زبان کُردی می‌پرداخت. برخی از آثار هیوا قادر به زبان‌های مختلف همچون عربی، فارسی، ترکی، دانمارکی، انگلیسی، نروژی و سوئدی ترجمه و منتشر شده‌اند. او همچنین آثار نویسندگان مختلفی را از زبان سوئدی به زبان کُردی سورانی ترجمه کرده‌است. تاکنون دو رمان بچه‌های محله و خانهٔ گربه‌ها از هیوا قادر به زبان فارسی ترجمه شده‌است.
هیوا قادر پس از بازگشت به کردستان عراق و از سال ۲۰۱۲ به عضویت هیئت تحریریهٔ مجلهٔ ادبی سَردَم درآمد که به زبان کُردی منتشر می‌شود. قادر همچنین از سال ۲۰۱۳ عضو هیئت مدیرهٔ مؤسسهٔ چاپ و پخش سَردَم بوده‌است. علاوه بر این او سردبیر مجلهٔ ادبیات معاصر و نیز سردبیر مجلهٔ سَردمی نو نیز بوده‌است.

## زندگی
هیوا قادر در ۲۶ ژانویهٔ ۱۹۶۴ در محلهٔ چوارباخ در شهر سلیمانیه در کردستان عراق به دنیا آمد. با این حال سال تولد او در نخستین شناسنامه‌اش ۱۹۶۶ نوشته شده‌بود. خانوادهٔ او یک خانوادهٔ سنتی و پدرسالار بود که فرزندان و خویشاوندان بسیاری داشت. پدر هیوا قادر رئیس عشیره بود و از روستای گاوانی به شهر سلیمانیه مهاجرت کرده‌بود و در آنجا به تجارت می‌پرداخت. به دلیل علاقهٔ پدر به شعر و ادبیات زمینه‌ای برای گرایش هیوا قادر به شعر و سپس داستان فراهم آمد.
تحصیلات ابتدایی را در مدرسهٔ مولوی و تحصیلات راهنمایی را نیز در مدرسهٔ سیروان تمام کرد و سپس برای یک سال در رشتهٔ علوم دبیرستان سلیمانیه به تحصیل پرداخت، اما به دلیل علاقهٔ بسیار به ادبیات تغییر رشته داد و در دبیرستان ادبی هَلگورد تحصیلات خود را پی گرفت. پس از اخذ دیپلم در مؤسسهٔ مدیریت کرکوک پذیرفته شد، اما به دلیل آنکه حکومت حزب بعث در عراق به بهانهٔ جنگ ایران و عراق تلاش می‌کرد برای به راه انداختن «ارتش مردمی» سربازگیری کند دست از تحصیل کشید و به عنوان سرباز فراری در سلیمانیه مخفی شد. با این وجود پس از پایان جنگ و اعلام عفو عمومی توانست به دانشکده بازگردد و در سال ۱۹۸۸ تحصیلات خود را به پایان برساند.
هیوا قادر در سال ۱۹۹۲ کردستان را با هدف پناهنده شدن در اروپا ترک کرد و تا سال ۲۰۱۱ نزدیک به دو دهه از عمر خود را در آنجا زندگی کرد و در آنجا به سرودن شعر و نگارش داستان و رمان پرداخت. هیوا قادر در سال ۲۰۱۱ به کردستان عراق بازگشت و در زادگاهش سلیمانیه ساکن شد.
هیوا قادر از سال ۲۰۱۲ تا ۲۰۲۰ عضو هیئت تحریریهٔ مجلهٔ سَردَم بود. او همچنین سردبیر مجلهٔ ادبیات معاصر و نیز سردبیر مجلهٔ سَردمی نو بوده‌است. علاوه بر این از ۲۰۱۳ عضو هیئت مدیرهٔ مؤسسهٔ چاپ و پخش سَردَم است که توسط شیرکو بیکس تأسیس شده‌است.
برخی از آثار هیوا قادر به زبان‌های عربی، فارسی، ترکی، دانمارکی، انگلیسی، نروژی و سوئدی ترجمه و منتشر شده‌اند. علاوه بر این هیوا قادر نیز آثاری را از زبان سوئدی به زبان کُردی سورانی ترجمه کرده‌است.

## فعالیت نویسندگی
نوشته‌های هیوا قادر نشان‌دهندهٔ مسائلی از قبیل غربت و عشق زندگی دور از کردستان هستند. او در سال‌های ابتدای فعالیتش در سکوت به نوشتن می‌پرداخت. او خود از خجالتی صحبت کرده که برای ارائهٔ آثارش داشته و می‌گوید که تا چندین سال حتی خواهر و برادرانم نیز از نوشتن من خبر نداشتند. اما بعد از سپری شدن این مرحله، از نیمهٔ دههٔ ۱۹۸۰ شروع به انتشار اشعارش کرد.
در گرماگرم روزهای راپَرین با یک ماشین تایپ دارای حروف عربی دیوان شعر «چشم‌های زرد» را نوشت و کپی کرد. پس از آن هم به کمک چند هنرمند نقاش در دویست صفحهٔ ناهم‌شکل و مختلف اولین دیوان شعر خود را منتشر کرد.
پس از رسیدن به سوئد آثار دیگر خود را در قالب کتاب منتشر کرد و پس از آن برخی از کتاب‌هایش در کردستان هم به چاپ رسیدند. تاکنون نزدیک به ۲۰ کتاب در زمینه‌های متفاوتی مانند شعر، سفرنامه، داستان کودکان، مقاله و بررسی، ترجمهٔ آثار ادبی و فکری از زبان‌های سوئدی و عربی از هیوا قادر به چاپ رسیده‌است.

## گرایش سیاسی
هیوا قادر به لحاظ گرایش سیاسی به حزب سوسیالیست کردستان (پاسوک) گرایش داشته‌است. این حزب در دههٔ ۷۰ و ۸۰ میلادی فعالیت داشت. مواضع این حزب به حزب دموکرات کردستان عراق نزدیک است. یک برادر هیوا قادر به نام ئاری قادر در نیروهای امنیتی حزب دموکرات کردستان که پاراستن نامیده می‌شوند عضویت دارد.

## آثار

### دفترهای شعر
- چشم‌های زرد، ۱۹۹۲
- کلاهم پر از باران و گل، ۱۹۹۴
- قاره‌ای از خون، ۱۹۹۸
- سیب سرخ، ۲۰۰۴
- یار در باغ است، ۲۰۰۸
- دیوان اشعار، ۲۰۱۲
- اتوبوس آبی، ۲۰۱۶
- من و شهرها، ۲۰۲۱[۹]

### رمان
- آینه‌های سرابی، ۱۹۹۶
- سفرنامه، ۲۰۰۱
- کودکی روی ماه، ۲۰۰۷
- بچه‌های محله، ۲۰۱۰
- خانهٔ گربه‌ها، ۲۰۱۸

### داستان کودکان
- دو دانه برف، ۲۰۰۱

### مقاله، نقد و گفتگو
- بوی شراب از نفس‌هایم می‌آید، ۲۰۰۶
- زیبایی زندگی را نجات می‌دهد (گفتگوی ادبی)، ۲۰۰۹
- زندگی زیباست (گفتگو)، ۲۰۰۹

### ترجمه به کُردی
- لیگیا بُینگا، دوست نقاشم (رمان نوجوانان)، ترجمه از سوئدی، ۲۰۰۶.
- برایان گریم، دوازده شاهزادهٔ رقاص (داستان کودکانه)، ترجمه از سوئدی، ۲۰۰۸.
- لاش نُرین، جرئت کشتن (نمایشنامه)، ترجمه از سوئدی، ۲۰۰۹.
- زندگی زیباست (مجموعه گفتگو)، ترجمه از عربی و سوئدی، ۲۰۱۱.
- نینار ایسبَر، گفتگو با ادونیس پدرم، ترجمه از سوئدی، ۲۰۱۲.
- ستیان هُل، تابستان هیرمان (داستان کودکان)، ترجمه از سوئدی، ۲۰۱۳.
- اورهان پاموک، رنگ‌های دیگر (مقاله و پژوهش)، ترجمه از سوئدی، ۲۰۱۵.
- کارلوس رویززافون، سایه، ترجمه از سوئدی، ۲۰۱۵.
- سوتلانا الکسیویچ، جنگ هیچ چهرهٔ زنانه‌ای ندارد، ۲۰۱۸.
- کارلوس رویز زافون، بازی فرشته، ترجمه از سوئدی، ۲۰۲۰.

## ترجمه به فارسی
برخی از آثار هیوا قادر به زبان فارسی نیز ترجمه شده و با مشخصات زیر به چاپ رسیده‌است:
- قادر، هیوا، بچه‌های محله، ترجمهٔ بابک صحرانورد، ویرایش نازیلا وفا، تهران: انتشارات نگاه، ۱۳۹۹.[۱۰]
- قادر، هیوا، خانهٔ گربه‌ها، ترجمهٔ مریوان حلبچه‌ای، تهران: نشر ثالث، ۱۳۹۹.[۱۱]
- ق‍ادر، ه‍ی‍وا، م‍ن و ه‍م‍ه ق‍ه‍رم‍ان‌ه‍ای‍م: گفتگوی هیوا قادر با شیرزاد حسن، ترجمهٔ ع‍ب‍دال‍ل‍ه ک‍ی‍خ‍س‍روی، در مجلهٔ گ‍ل‍س‍ت‍ان‍ه، شمارهٔ ۵۳، آذر ۱۳۸۲، صص ۱۶-۱۹.